# Havana (Camila Cabello)
Havana è un singolo della cantante statunitense Camila Cabello, pubblicato l'8 settembre 2017 come primo estratto dal primo album in studio Camila.

## Descrizione
Havana, che vede la partecipazione del rapper statunitense Young Thug, è un brano di musica latina e pop suonato in tonalità di Re maggiore a tempo di 105 battiti al minuto. Dedicato alla capitale cubana L'Avana, è stato scritto dalla stessa Camila Cabello con la collaborazione di Adam Feeney, Brittany Hazzard, Ali Tamposi, Brian Lee, Andrew Watt, Pharrell Williams (partecipante anche ai cori presenti nel brano), Louis Bell, Kaan Gunesberg e Jeffery Williams.

## Promozione

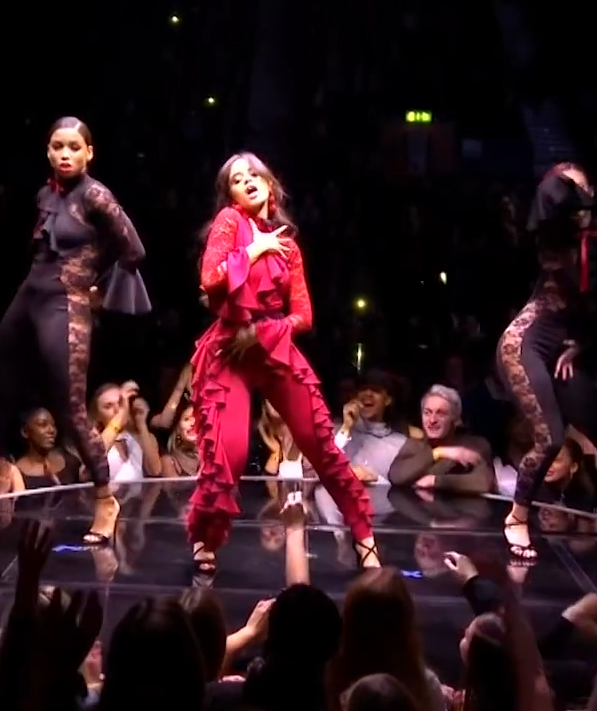
Cabello mentre si esibisce sulle note di Havana agli MTV Europe Music Awards 2017

Cabello ha eseguito la canzone per la prima volta in televisione al Tonight Show di Jimmy Fallon il 25 settembre 2017. La stessa settimana si è esibita al Today Show, dedicando la performance a «tutti i sognatori» a sostegno della Deferred Action for Childhood Arrivals. Il 27 ottobre successivo, Cabello ha eseguito una versione spanglish della canzone ai Latin American Music Awards. Ha anche cantato la canzone ai Teen Awards della BBC Radio 1, ai LOS40 Music Awards, all'iHeartRadio Fiesta Latina e agli MTV Europe Music Awards. La cantante si è esibita con il brano al Dick Clark's New Year's Rockin' Eve del 2017 e con una performance in stile cabaret all'Ellen DeGeneres Show durante la settimana di uscita di Camila. Inoltre, ha portato sul palco degli iHeartRadio Music Awards 2018 una performance ispirata al ruolo di Marilyn Monroe nel film Gli uomini preferiscono le bionde e al video musicale di Madonna, Material Girl.

## Accoglienza
Sadie Bell di Billboard ha dichiarato che la traccia «sexy» irradia un «bagliore latino.» Allo stesso modo, Allison Browsher di Much ha affermato che il brano «arriva giusto in tempo per mantenere il caldo estivo alla radio.» Raise Bruner di Time ha scritto che «Havana raggiunge una nuova nota sensuale che speriamo di vedere di più nel suo album di debutto.» Peter A. Berry di XXL ha scritto che la strofa di Young Thug «si fonde perfettamente con il pianoforte vivace.» Billboard l'ha considerato il diciannovesimo brano migliore del 2017, mentre The Fader l'ha posizionato quarantottesimo. Jamieson Cox di Pitchfork ha scritto: «L'Havana sensuale e influenzata dalla salsa di Camila Cabello è la chiave di volta per la storia delle origini della superstar.»

## Video musicale
Cabello ha condiviso un'anteprima di 26 secondi del cortometraggio di Havana il 22 ottobre 2017, attraverso il suo canale YouTube. Il video ha visto la partecipazione di Lele Pons nei panni di Bella, LeJuan James nei panni della nonna Abuelita, Noah Centineo come interesse amoroso di Cabello, Marco DelVecchio nei panni dei gemelli Juan e Rodrigo e Mikey Pesante come ballerino. È stato diretto da Dave Meyers, girato principalmente al Palace Theater di Los Angeles e reso disponibile il 24 ottobre 2017.
Un video verticale, diretto da Sam Lecca, è stato presentato il 10 novembre 2017. La clip, in precedenza un'esclusiva di Spotify, mostra Cabello e dei ballerini in una metropolitana di New York.

### Sinossi
Il video musicale inizia con Karla, interpretata da Cabello, che guarda una telenovela, prima di essere interrotta da sua nonna, che spegne la TV e le consiglia di vivere la sua vita invece di passare le sue giornate in casa. Karla lascia quindi la casa per andare a vedere un film al cinema. Il film che sta guardando, chiamato Camila in Havana, prende la forma di un video musicale, con la stessa cantante che indossa un vestito rosso coperto di frange e si esibisce in un locale. Al termine del film, lascia il cinema e si scontra con un ciclista e inizia a ballare con lui.

## Tracce
Testi e musiche di Camila Cabello, Adam Feeney, Brittany Hazzard, Ali Tamposi, Brian Lee, Andrew Watt, Pharrell Williams, Louis Bell, Kaan Gunesberg e Jeffery Williams.
Download digitale, streaming
1. Havana (feat. Young Thug) – 3:36

Download digitale, streaming – remix
1. Havana (con Daddy Yankee) (Remix) – 3:18

Download digitale, streaming – Live
1. Havana (Live) – 4:08

CD singolo (Germania, Austria e Svizzera)
1. Havana (feat. Young Thug) – 3:36
2. Havana (con Daddy Yankee) (Remix) – 3:19

## Formazione
Hanno partecipato alle registrazioni, secondo le note di copertina:
Musicisti
- Camila Cabello – voce
- Young Thug – voce aggiuntiva
- Pharrell Williams – cori
- Starrah – cori
- Serafin Aguilar – tromba

Produzione
- Frank Dukes – produzione
- Matt Beckley – produzione vocale Camila Cabello
- Mike Gaydusek – registrazione
- Robbie Soukiasyan – registrazione
- Kyle Mann – registrazione
- Marco Falcone – assistenza alla registrazione
- Sean Madden – assistenza alla registrazione
- Henry Guevara – assistenza alla registrazione
- Jaycen Joshua – missaggio
- David Nakaji – assistenza al missaggio
- Dave Kutch – mastering

## Successo commerciale
Secondo l'International Federation of the Phonographic Industry Havana è stato il singolo più venduto a livello mondiale nel 2018, avendo distribuito oltre 19 milioni di copie e raggiunto oltre 888 milioni di riproduzioni in streaming.
Il 26 agosto 2017 il brano ha debuttato nella Billboard Hot 100 al numero 99, segnando la quarta entrata di Cabello e la diciannovesima per Thug. L'11 novembre successivo, a seguito della pubblicazione del video musicale, è approdato alla 7ª posizione, segnando la seconda top ten per la cantante e la prima per il rapper. In contemporanea ha raggiunto la 4ª posizione della Digital Songs con 42 000 copie vendute, l'8º posto della Streaming Songs con 24,4 milioni di riproduzioni e il 26º posto della Radio Songs con 48 milioni di ascoltatori raggiunti via radio. Dopo aver stazionato al numero 2 per sette settimane non consecutive, Havana ha raggiunto il vertice della Hot 100 nella pubblicazione del 27 gennaio 2018, grazie a 44,9 milioni di riproduzioni in streaming, 80 000 download digitali e 131 milioni di audience radiofonica, diventando in questo modo la prima numero uno per entrambi gli artisti. Inoltre nella stessa settimana Cabello ha esordito al primo posto della Billboard 200 con l'album di provenienza del brano, Camila, divenendo la terza artista in assoluto ad eseguire tale traguardo, dopo Britney Spears e Beyoncé.
Nella Official Singles Chart del Regno Unito Havana ha fatto il suo esordio nella pubblicazione del 17 agosto 2017 con 5 721 unità di vendita. Il 21 settembre successivo è approdato in top ten con altre 21 881 unità, per poi svettare la classifica dopo sette settimane con un totale di 48 615 unità di vendita, di cui 30 499 sono download digitali. Ha poi trascorso altre quattro settimane sulla sommità della graduatoria, venendo infine spodestata da Perfect di Ed Sheeran.
A giugno 2018 è diventata la canzone di un'artista femminile più riprodotta di sempre su Spotify, con oltre un miliardo di stream. Tale record verrà poi battuto nel 2020 da Tones and I con Dance Monkey.

## Classifiche

### Classifiche settimanali
| Classifica (2017-24)  | Posizione massima |
| --------------------- | ----------------- |
| Australia             | 1                 |
| Austria               | 2                 |
| Belgio (Fiandre)      | 2                 |
| Belgio (Vallonia)     | 2                 |
| Bulgaria              | 1                 |
| Canada                | 1                 |
| Colombia              | 9                 |
| Corea del Sud         | 6                 |
| Croazia               | 2                 |
| Danimarca             | 2                 |
| Estonia               | 3                 |
| Filippine             | 1                 |
| Finlandia             | 9                 |
| Francia               | 1                 |
| Germania              | 2                 |
| Grecia                | 1                 |
| Irlanda               | 1                 |
| Islanda               | 2                 |
| Italia                | 2                 |
| Lettonia              | 2                 |
| Libano                | 4                 |
| Lituania              | 81                |
| Lussemburgo           | 2                 |
| Malaysia              | 2                 |
| Messico               | 20                |
| Moldavia              | 36                |
| Norvegia              | 16                |
| Nuova Zelanda         | 2                 |
| Paesi Bassi           | 5                 |
| Polonia               | 1                 |
| Portogallo            | 1                 |
| Regno Unito           | 1                 |
| Repubblica Ceca       | 1                 |
| Repubblica Dominicana | 43                |
| Romania               | 1                 |
| Russia                | 31                |
| Singapore             | 2                 |
| Slovacchia            | 1                 |
| Slovenia              | 1                 |
| Spagna                | 4                 |
| Stati Uniti           | 1                 |
| Svezia                | 4                 |
| Svizzera              | 2                 |
| Ucraina               | 7                 |
| Ungheria              | 1                 |

### Classifiche di fine anno
| Classifica (2017) | Posizione |
| ----------------- | --------- |
| Australia         | 19        |
| Austria           | 23        |
| Belgio (Fiandre)  | 69        |
| Belgio (Vallonia) | 82        |
| Brasile           | 52        |
| Canada            | 56        |
| Danimarca         | 44        |
| Francia           | 42        |
| Germania          | 18        |
| Italia            | 60        |
| Norvegia          | 69        |
| Nuova Zelanda     | 16        |
| Paesi Bassi       | 48        |
| Polonia           | 58        |
| Regno Unito       | 18        |
| Spagna            | 43        |
| Stati Uniti       | 96        |
| Svezia            | 67        |
| Svizzera          | 44        |
| Ungheria          | 16        |
| Classifica (2018) | Posizione |
| Australia         | 23        |
| Austria           | 38        |
| Belgio (Fiandre)  | 11        |
| Belgio (Vallonia) | 6         |
| Bulgaria          | 3         |
| Brasile           | 29        |
| Canada            | 1         |
| Corea del Sud     | 11        |
| Croazia           | 4         |
| Danimarca         | 28        |
| Estonia           | 28        |
| Francia           | 9         |
| Germania          | 14        |
| Irlanda           | 26        |
| Islanda           | 6         |
| Italia            | 43        |
| Nuova Zelanda     | 18        |
| Paesi Bassi       | 25        |
| Regno Unito       | 17        |
| Russia            | 62        |
| Slovenia          | 4         |
| Spagna            | 43        |
| Stati Uniti       | 4         |
| Svezia            | 36        |
| Svizzera          | 6         |
| Ucraina           | 88        |
| Ungheria          | 6         |
| Classifica (2019) | Posizione |
| Corea del Sud     | 117       |
| Portogallo        | 195       |
| Slovenia          | 42        |
| Ucraina           | 73        |
| Classifica (2020) | Posizione |
| Ucraina           | 110       |

### Classifiche di fine decennio
| Classifica (2010-19) | Posizione |
| -------------------- | --------- |
| Australia            | 63        |
| Germania             | 32        |
| Regno Unito          | 37        |
| Stati Uniti          | 59        |

### Classifiche di tutti i tempi
| Classifica (1958-2018) | Posizione |
| ---------------------- | --------- |
| Stati Uniti            | 334       |

## Riconoscimenti
- American Music Awards[141]
  - 2018 – Collaborazione dell'anno
  - 2018 – Canzone preferita – pop/rock
  - 2018 – Video dell'anno

- MTV Video Music Awards[142]
  - 2018 – Video dell'anno